# 微软基本数据分区
| 比特数 | 含义                                       |
| ------ | ------------------------------------------ |
| 60     | 该分区是只读的，不能以读写方式挂载。       |
| 62     | 该分区被隐藏。                             |
| 63     | 操作系统可能不会自动为该分区分配驱动器号。 |

在微软操作系统中，使用 GUID 分区表 (GPT) 布局分区的基本磁盘时，基本数据分区 (BDP) 是任何使用 EBD0A0A2-B9E5-4433-87C0-68B6B72699C7 作为全局唯一标识符 (GUID) 标识的分区。
根据微软的说法，基本数据分区相当于主引导记录 (MBR) 分区类型 0x06 (FAT16B)、0x07 (NTFS 或 exFAT) 和 0x0B (FAT32)。实际上，它也相当于 0x01（FAT12）、0x04（FAT16）、0x0C（具有逻辑块寻址的 FAT32）和 0x0E（具有逻辑块寻址的 FAT16）类型。
基本数据分区可以格式化成任何文件系统，尽管 BDP 通常格式化成 NTFS、exFAT 或 FAT32 文件系统。为了确定 BDP 使用哪个文件系统，微软表示应检查 BDP 的引导记录中包含的 BIOS 参数块。
当微软操作系统将 GPT 分区的基本磁盘转换为动态磁盘时，所有 BDP 都会合并并转换为一个 GUID 为 AF9B60A0-1431-4F62-BC68-3311714A69AD 的逻辑磁盘管理器数据分区。这类似于在 MBR 分区磁盘上从分区类型  0x01、0x04、0x06、0x07、0x0B、0x0C 和 0x0E 转换为分区类型 0x42。
在引入 Linux 特定数据分区 GUID 0FC63DAF-8483-4772-8E79-3D69D8477DE4. 之前，Linux 基本数据分区的分区类型 GUID 与 Windows 相同。